# Lactobacillus frumenti
Lactobacillus frumenti è una specie di batterio appartenente alla famiglia delle Lactobacillaceae.